# Regio TriRhena
Regio TriRhena es una eurorregión, o plataforma transfronteriza de cooperación político-económica, formada en torno al río Rin. Cubre un área de 8700 km² repartida por el noroeste de Suiza, el este de Francia y el suroeste de Alemania, y su población conjunta es de 2,3 millones de personas. Las principales ciudades de la región son Basilea (Suiza), Mulhouse, Colmar y Belfort (Francia), conjuntamente con Friburgo y Lörrach (Alemania).

## Historia
El proceso de cooperación en la región que linda entre Francia, Alemania y Suiza se remonta a 1963, cuando se reunió en Basilea un grupo de personalidades de los ámbitos de la empresa, la universidad y la política para fundar la Regio Basiliensis («Región de Basilea», en latín), con visos a contemplar la Gran Basilea, incluyendo el sur de Alsacia y el sur de Baden-Wurtemberg, como una unidad con un gran potencial de desarrollo. En estas dos regiones se crearon, respectivamente, la Région du Haut Rhin y la Freiburger-Regio-Gesellschaft con la misma idea. En 1975, entró en vigor un acuerdo de cooperación transfronteriza entre los gobiernos suizo, alemán y francés, uno de los primeros acuerdos de este tipo en Europa. Esto fue un punto de partida desde el que las asociaciones regionales ya mencionadas creasen en 1995 el Consejo de la RegioTriRhena, una asamblea de 60 personas que se reúne dos veces al año.
Dentro del marco del programa de promoción transnacional Interreg II se produjeron las primeras publicaciones publicitarias conjuntas de la Regio TriRhena. En el año 2005 nació el portal turístico de la eurorregión. El proyecto, en el que Baselland fue admitido como miembro, es promovido por la Unión Europea mediante el programa Interreg III.[cita requerida]